# Premier League Malti 1931-1932
Il campionato era formato da quattro squadre e la Valletta United vinse il titolo.

## Classifica finale
| Pos. | Squadra              | G | V | N | P | GF | GS | Punti |
| ---- | -------------------- | - | - | - | - | -- | -- | ----- |
| 1    | Valletta United      | 3 | 2 | 1 | 0 | 6  | 1  | 5     |
| 2    | Sliema Wanderers     | 3 | 2 | 0 | 1 | 13 | 3  | 4     |
| 3    | Sliema Hotspurs      | 3 | 1 | 0 | 2 | 4  | 11 | 2     |
| 4    | Ħamrun Spartans F.C. | 3 | 0 | 1 | 2 | 2  | 10 | 1     |